# 費德勒爾斯堡 (馬里蘭州)
費德勒爾斯堡（英語：Federalsburg）是一個位於美國馬里蘭州加羅林縣的市鎮。

## 人口
根據2020年美國人口普查的數據，費德勒爾斯堡的面積為5.14平方千米，當中陸地面積為4.99平方千米，而水域面積為0.15平方千米。當地共有人口2833人，而人口密度為每平方千米551人。